# Paul Magnusson
Knut Paul Magnusson, född 15 januari 1876 i Adolf Fredriks församling i Stockholm, död 3 juni 1968 i Engelbrekts församling i Stockholm, var en svensk förgyllare och politiker (socialdemokrat). 
Paul Magnusson var riksdagsledamot för socialdemokraterna i första kammaren från 7 mars 1924 till 1929, invald i Stockholms stads valkrets. Han är begravd på Norra begravningsplatsen utanför Stockholm.